# Professionella tennismästerskap
Professionella tennismästerskap uppstod inom professionell tennis som ersättning för amatörernas Grand Slam-turneringar från vilka proffsspelarna fram till 1968 var utestängda. Från 1968 vidtog the "Open Era" (öppna eran) varvid amatörer och professionella kunde mötas i samma turneringar. Därvid förlorade de professionella mästerskapen sin betydelse till förmån för Grand Slam-turneringarna, samtidigt som amatörbegreppet i sammanhanget försvann.   

## Historik
Professionell tennis utövades från 1930-talet mestadels som dueller mellan två spelare som kunde mötas i olika städer ett sjuttiotal gånger eller fler under en säsong. För att bibehålla publikintresset för spelet och spelarna anordnades också reguljära turneringar med flera deltagare. Tre av dessa turneringar fick stor betydelse och kallades ibland för de "professionella Grand Slam-turneringarna". Dir räknades inomhusturneringen Wembley Championship som spelades i London mellan 1934 och 1972 och räknades som inofficiellt världsmästerskap. Äldst var US Pro Championships som spelades 1927-1999. Den tredje stora turneringen var Championnat International de France Professionnel (engelska: French Pro Championship) som spelades 1930–1968. 